# Northrop P-61 Black Widow
Нортроп P-61 «Блэк Уидоу» («Чёрная вдова»; англ. Northrop P-61 Black Widow) — американский тяжёлый ночной истребитель периода Второй мировой войны. Первый истребитель, специально разработанный для ночных операций.
В общей сложности фирма Нортроп изготовила (включая прототипы) 215 самолетов Р-61А, 450 Р-61В, 41 Р-61С.

## Конструкция
Р-61 представлял собой свободнонесущий среднеплан цельнометаллической конструкции, построенный по двухбалочной схеме. Силовая установка — два поршневых двухрядных звездообразных авиадвигателя Пратт-Уитни R-2800. Мощность двигателей на самолёте версии Р-61В составляла 2250 л. с. Шасси — трёхопорное, убирающееся, с носовой стойкой.
Экипаж самолёта состоял из трёх человек — пилота, стрелка и оператора РЛС. В передней двухместной кабине располагался пилот, за ним — стрелок, рабочее место которого было поднято выше, чем у пилота — как на современных боевых вертолётах. Рабочее место оператора РЛС находилось в хвостовой части фюзеляжной гондолы.
По существу, Р-61 представлял собой крупный и тяжёлый самолёт, конструктивно чрезвычайно сложный. Истребитель был оснащён поисково-прицельным радаром, причём установка РЛС была впервые запланирована ещё при разработке проекта. Вооружение самолёта сперва состояло из четырёх 20-мм пушек в нижней части фюзеляжной гондолы и четырёх пулемётов 12,7 мм во вращающейся дистанционно управляемой турели на фюзеляже. В результате самолёт получался «летающей зениткой», притом довольно эффективной.
По мере освоения машины, от фюзеляжной турели стали отказываться, так как для гарантированного поражения цели было вполне достаточно залпа из пушек. Сама же турель весила 745 кг, и её демонтаж давал заметный выигрыш в скорости и манёвренности. Помимо этого, при повороте турели возникал бафтинг хвостового оперения, так как на него попадал возмущённый воздушный поток от турели.

## Боевое применение
В общей сложности в боевых действиях принимало участие 14 эскадрилий, имевших самолёт Р-61 «Блэк Уидоу».
На Тихом океане японцы по ночам практически совсем не летали. И в руководстве ВВС приняли решение перенацелить истребители Р-61 на ночные атаки наземных целей и непосредственной авиационной поддержки подразделений армии США и корпуса морской пехоты. Весной и летом 1945 года Р-61 активно применялись на Филиппинах для поддержки наземных войск, главным образом, в дневное время суток, чему способствовало мощное вооружение самолёта.
Неофициально носит титул «закончивший войну»: в ночь c 14 на 15 августа 1945 года, после японского предложения о заключении перемирия, P-61B с названием «Lady in the Dark» 548-й ночной эскадрильи победил в воздушном бою (загнал в море без открытия огня) напавшего на него Nakajima Ki-43 Hayabusa, пилот которого мог не слышать о прекращении огня. Это была последняя воздушная победа союзников во Второй мировой войне. В следующую ночь тот же самолёт обнаружил и провёл бой с Nakajima Ki-44 Shoki, тот несколько раз пропадал из поля зрения, но в итоге был обнаружен на следующий день наземными силами разбившимся. Поскольку не было подтверждения экипажа о победе, она не была засчитана.
Также применялся союзниками в Европе, в качестве ночного и тяжёлого истребителя.
Р-61А и Р-61В использовались не только в строевых эскадрильях, но также находились на вооружении тренировочных подразделений и были задействованы в различных экспериментальных программах.
С вооружения самолёты Р-61 сняли в 1952 году. Часть самолётов была продана гражданским эксплуатантам: эти самолёты использовались, в частности, для тушения лесных пожаров.

## Тактико-технические характеристики

Схема самолёта.

Приведённые ниже характеристики соответствуют модификации P-61B-20NO:

### Технические характеристики
- Экипаж: 3 человека (пилот, оператор РЛС, стрелок)
- Длина: 15,11 м
- Размах крыла: 20,12 м
- Высота: 4,47 м
- Площадь крыла: 61,53 м²
- Колея шасси: 5,24 м
- Масса пустого: 10 637 кг
- Масса снаряжённого: 13 471 кг
- Максимальная взлетная масса: 16 420 кг
- Объём топливных баков: 2 423 л (до 4× 625 л или 1 173 л ПТБ)
- Двигатели: 2× двухрядных звездообразных Pratt & Whitney R-2800-65W «Double Wasp»
- Мощность: 2× 2 250 л. с. (1 680 кВт)
- Воздушный винт: четырёхлопастный Curtiss Electric диаметром-3,72 м

### Лётные характеристики
- Максимальная скорость: 589 км/ч на высоте 6 095 м
- Крейсерская скорость: 428 км/ч
- Боевой радиус: 982 км
- Перегоночная дальность: 3 060 км (с четырьмя ПТБ)
- Практический потолок: 10 600 м
- Скороподъёмность: 12,9 м/с
- Время набора высоты: 6 100 м за 12 минут
- Нагрузка на крыло: 219 кг/м²
- Тяговооружённость: 250 Вт/кг

### Вооружение
- Пулемётно-пушечное:
  - 4× 20 мм пушки AN/M2 по 200 снарядов на ствол
  - 4× 12,7 мм пулемёта Browning M2 по 560 патронов на ствол
- Боевая нагрузка:
  - 6× 127 мм ракет HVAR или
  - 4× бомбы до 726 кг каждая